# Anisodes venusta
Anisodes venusta är en fjärilsart som beskrevs av W. Warren 1899. Anisodes venusta ingår i släktet Anisodes och familjen mätare. Inga underarter finns listade i Catalogue of Life.